# Andrew McNaughton
Pour les articles homonymes, voir McNaughton.
Andrew George Latta McNaughton (25 février 1887 – 11 juillet 1966), est un militaire, homme politique et diplomate canadien.

## Biographie

### Débuts
Né à Moosomin (Saskatchewan, faisant partie à l'époque des Territoires du Nord-Ouest), McNaughton est d'abord étudiant de la Bishop's College School à Lennoxville (Québec). Il décroche un baccalauréat à l'Université McGill à Montréal en 1910 et une maîtrise en sciences en 1912. Il s'enrôle dans la milice en 1909 et va en Europe avec les Forces expéditionnaires canadiennes lors de la Première Guerre mondiale en 1914. Là-bas, il invente avec l’aide d’un nouvel appareil, l’oscilloscope, une méthode afin de déterminer avec précision l’emplacement des pièces ennemies avec le flash provenant de la bouche du canon lorsqu’il fait feu. Il sera blessé deux fois. Vers la fin de la guerre, il est commandant de toute l'artillerie du Corps canadien. En 1920, il s'enrôle dans l'armée régulière et devient chef du commandement général en 1929. À ce poste, il termine le Plan de défense No 1. En 1935, il devient président du Conseil national de recherches du Canada.

### Seconde Guerre mondiale
En 1939, il dirige l'Armée canadienne lors de la Seconde Guerre mondiale et est un temps pressenti à la position de Commandant général des Forces expéditionnaires alliées, jusqu'à ce que le président Roosevelt ne place le Général Dwight David Eisenhower à ce poste, sans consulter les Alliés. En dépit de ses capacités scientifiques, il est blâmé pour le désastreux Débarquement de Dieppe en 1942. Les généraux britanniques l'ont souvent critiqué et son appui pour l'enrôlement volontaire plutôt que pour la conscription entraîne un conflit avec James Ralston, alors ministre de la Défense nationale. McNaughton démissionna en 1943.
Grâce au support donné à une armée de volontaires, McNaughton a des relations amicales avec le Premier ministre du Canada, William Lyon Mackenzie King, qui veut faire de lui le premier Canadien de naissance à être Gouverneur général du Canada. À la place, McNaughton devient Ministre de la Défense nationale quand Ralston est forcé de quitter le poste après la Crise de la conscription. McNaughton est poussé à faire une autre conscription en dépit des souhaits de Mackenzie, un geste populaire auprès des Canadiens anglais, mais extrêmement impopulaire chez les Canadiens français. McNaughton est par la suite incapable de gagner un siège au Parlement et démissionne en 1945.

### Après la guerre
Après la guerre, il est membre de la Commission sur l'énergie atomique et ambassadeur du Canada aux Nations unies, et il fait partie de plusieurs autres comités internationaux, jusqu'à sa mort en 1966.

## Faits divers
- Son petit-fils, le Lieutenant général Andrew Leslie, est commandant des forces de terre des Forces canadiennes.
- La seule école secondaire de Moosomin (Saskatchewan) est appelée McNaughton High School.
- Le bâtiment M50 du Conseil de Recherche national sur le Campus d'Ottawa a été nommé McNaughton Building.
- La Canadian Pipe Mine est aussi appelée McNaughton Tube.
- La McNaughton Barracks à la base de Forces canadiennes de Kingston (Ontario) est appelée ainsi en son honneur.
- Le 6 mai 1949, une rue de la ville de Québec dans le quartier Saint-Sauveur est nommée en son nom.

## Archives
Il y a une collection Andrew George Latta McNaughton à Bibliothèque et Archives Canada et un fonds Andrew McNaughton à l'Université McGill. 

## Sources
- (en) Cet article est partiellement ou en totalité issu de l’article de Wikipédia en anglais intitulé « Andrew McNaughton » (voir la liste des auteurs).